# 上田バイパス
上田バイパス（うえだバイパス）は、長野県の東御市から上田市に至る全長約12kmの国道18号バイパスである。

## 概要

### 道路諸元
- 起点 : 長野県東御市本海野（和交差点）
- 終点 : 長野県上田市上塩尻（上塩尻東交差点）
- 延長 : L=11.5km
- 道路規格 : 第3種1級
- 道路幅員 : W=27.0m
- 車線数 : 4車線（暫定2車線）
- 車線幅員 : W=3.5m
- 設計速度 : V=80km/h

### 概説
当該道路は群馬県高崎市より新潟県上越市に至る全長約200kmの広域道路国道18号において、東信地方および上田地域の中心都市である上田市の市街地を迂回し、隣接する 上田坂城バイパス等と共に国道18号の基幹道路としての機能を確保すべく計画されている道路である。
ルートは上信越自動車道と千曲川の中間に位置し、上田市街地を東側に迂回して中央北交差点や常磐城4丁目交差点など市内主要渋滞個所をバイパスすると同時に、丸子地区の工業団地をはじめ市郊外部からは国道144号を介して上田菅平インターチェンジへのアクセス道路としての役割を果たしている。バイパス周辺には商業施設が軒を連ねる一方で病院や学校などの公共施設も立地しており、上田市民の生活を支える交通ネットワークの根幹をなす道路の1つと位置付けられる。
この道路の計画立案は1960年代と、小諸バイパス（1966年開通）や篠ノ井バイパス（1982年開通）など他の国道18号バイパス事業と比較しても歴史的に遜色はない。
当時日本国内で進展したモータリゼーションは東信地域においても例外ではなく、市街化や産業の発展とも相俟って、上田市域における交通混雑の激化と交通事故の増加（いわゆる交通戦争）という問題を生じさせていた。これに対処すべく、混雑を緩和し交通安全を確保する事を目的に往復4車線の上田バイパス整備事業として計画された。
1971年に都市計画決定され、全体延長11.5km計画のうち優先整備区間の第1期工区として終点側の上田市住吉-上塩尻間（L=5.6km）に事業着手、この区間は1988年に暫定2車線で開通した。
一方で第2期工区となった起点側においては、一部住民の反対運動や、上田市住吉から小諸・軽井沢方面への通過交通の受け皿となる浅間サンラインが1982年に整備され更には上信越自動車道小諸-更埴間が1996年に開通するなど社会情勢の変化による交通量予測の再検証もあって、上田バイパス第2期工区は永らく塩漬けにされていた。
その後、上田市国分-住吉間（L=1.8km）については2000年度に事業化されて2004年度に用地取得、2006年度には工事に着手し、2009年に暫定開通。これにより先に開通した区間と合わせて上田市国分-塩尻間（L=7.4km）が供用された。
最後の未開通区間となる東御市本海野-上田市国分間（L=4.1km）については2009年度に“上田バイパス（延伸）”として事業化され、2011年度に用地取得に着手した。国土交通省関東地方整備局が2016年に公表した工程表によれば、2017年度から上田市区間の橋梁工事に着手し、2019年度中には全区間での用地取得や詳細設計、埋蔵文化財の調査を終え、この区間全体では2028年度の供用を見込んでいる。
この供用を以て暫定2車線ながら上田バイパス全線が開通し、国分西交差点や大屋駅付近といった主要渋滞箇所の混雑緩和に一役を買って国道18号の走行性向上に資するほか、上田地域広域連合の掲げる上田都市環状道路構想の形成の一翼を担うものと考えられている。
なお、全体計画ではバイパス全線が4車線となっているが前述の通り現在は一部を除き暫定2車線での供用となっているほか、終点側の上塩尻東交差点では国道18号現道および上田坂城バイパスと立体交差する予定である。有識者らによる事業評価委員会では、早期の整備効果発現のために暫定車線での整備とする場合にはバイパスの端末において渋滞の誘発が懸念される事から、立体化や交差点の多車線化についても検討するよう提言している。

## 沿革
- 1971年（昭和46年）10月4日 : 都市計画決定。
- 1972年（昭和47年） : 事業化。
- 1980年（昭和55年）12月 : 第1期工区(5.6km)着工。
- 1988年（昭和63年）3月30日 : 市道川原柳豊里線-上塩尻東交差点(5.6km)暫定2車線で供用開始[7]。
- 2007年（平成19年）2月24日 : 第2期工区（上田市住吉 - 国分1.8km）起工式。
- 2009年（平成21年）3月29日 : 第2期工区（上田市住吉 - 国分1.8km）暫定2車線で供用開始[8]。

## 地理
- 信濃国分寺
- 関東地方整備局長野国道事務所上田出張所
- ミヤノ
- 長野県上田染谷丘高等学校
- 上田市立北小学校
- 上田市立第三中学校
- 国立病院機構信州上田医療センター

## 接続道路
- 長野県道483号大屋停車場田沢線
- 長野県道176号下原大屋停車場線
- 長野県道79号小諸上田線
- 浅間サンライン
- 国道144号
- 国道18号（現道および上田坂城バイパス）

## 交通量
平日24時間交通量（平成17年度道路交通センサス）
- 上田市新田2514-8 : 24,422